# Aguarón
Aguarón ist ein spanischer Ort und eine Gemeinde (municipio) mit 599 Einwohnern (Stand: 2024) im Süden der Provinz Saragossa in der Autonomen Gemeinschaft Aragonien. Die Gemeinde gehört zur bevölkerungsarmen Serranía Celtibérica. 

## Lage und Klima
Aguarón liegt ca. 50 Kilometer (Fahrtstrecke) südwestlich der Provinzhauptstadt Saragossa in einer Höhe von ca. 680 m. Das Klima ist gemäßigt bis warm; Regen (ca. 467 mm/Jahr) fällt übers Jahr verteilt.
Die Gemeinde gehört zum Weinbaugebiet Cariñena.

## Bevölkerungsentwicklung
| Jahr      | 1970 | 1981 | 1991 | 2001 | 2011 | 2021 |
| Einwohner | 1066 | 862  | 759  | 778  | 873  | 616  |

## Sehenswürdigkeiten
- Michaeliskirche (Iglesia de San Miguel Arcángel) aus dem 18. Jahrhundert
- Rathaus aus dem 18. Jahrhundert

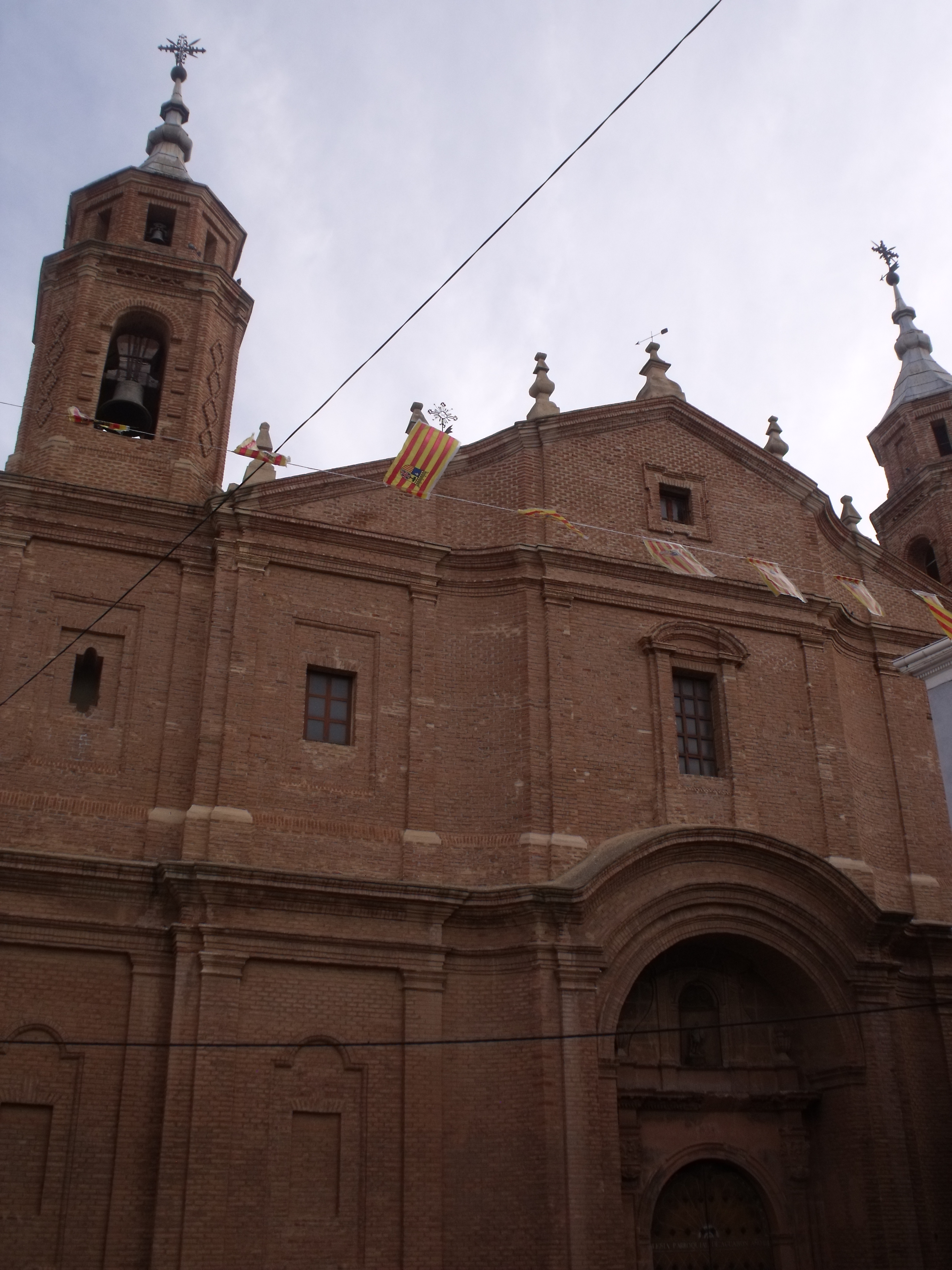
Michaeliskirche
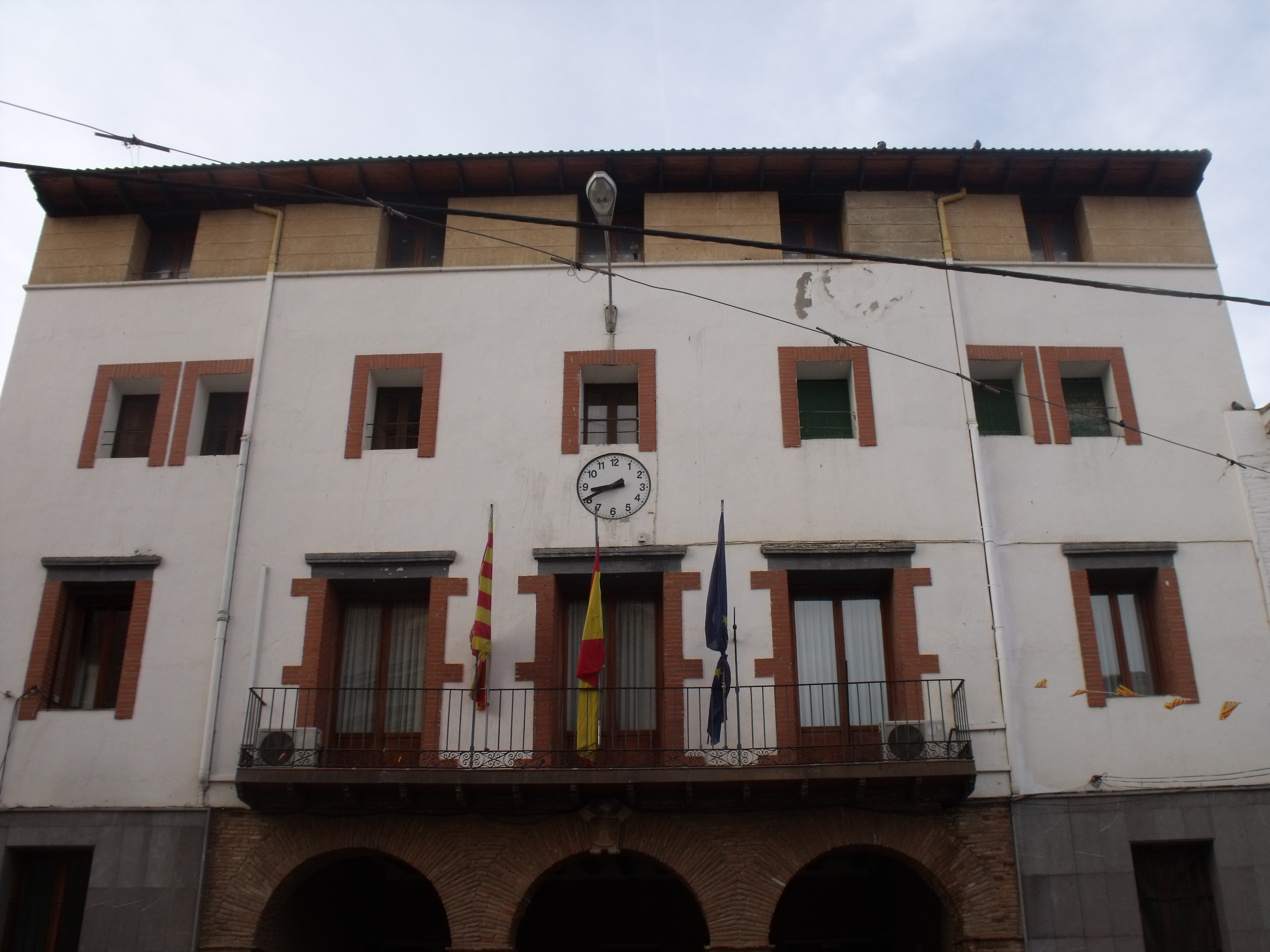
Rathaus

## Persönlichkeiten
- Lino Rodrigo Ruesca (1885–1973), Titularbischof von Tabbora (1929–1935) und Bischof von Huesca (1935–1973)
- Simón Tapia Colman (1906–1993), Geiger und Komponist